# Chiddingly
Chiddingly est une paroisse civile et un village du Sussex de l'Est, en Angleterre.
Lee Miller y est décédée en 1977.